# Ахмад Лютфи ас-Саййид
Ахмад Лутфи ас-Саййид (араб. أحمد لطفي السيد‎; 1872 — 1963) — египетский интеллектуал, деятель антиколониального движения, первый ректор Каирского университета. Он также является одним из построителей современного египетского секуляризма и либерализма. Ахмад Лутфи ас-Саййид известен под нарицательным именем «учитель поколения». Он также был одним из ярых оппонентов теории панарабизма, настаивая на том, что египтяне являются уникальным народом, а не только арабами.

## Биография

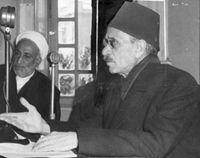
Ахмад Лутфи ас-Саййид и Мустафа Абд ар-Разик (слева).

Лютфи родился в семье феллахов (египетских крестьян) в селе Беркин (Berqin) неподалёку городка Эс-Симбиллавейн в мухафазе Дакахлия 15 января 1872 года. Он учился в Университете Аль-Азхар, где посещал лекции известного египетского мыслителя и общественного деятеля Мухаммеда Абдо. Именно Абдо имел значительное влияние на формирование личности Лютфи, подействовал на его реформистские настроения. Также Ахмад Лутфи поступил в Школу права, которую окончил в 1894 году.
В 1907 году Ахмад Лутфи ас-Саййид основал первую египетскую политическую партию эль-Умма («Нация»), что было ответом молодого деятеля и его окружения на актуальные политические события (т. н. дело Деншавай 1906 года — конфликт британских солдат и египетских крестьян, переросший в затяжную дискуссию о настоящем и будущем Египта) и подъём национальных чувств у египтян. Лютфи также начал печать партийную газету «Эль-Гарида», на страницах которой в частности можно было прочитать:
Эль-Гарида является сугубо египетской партией, целью которой является защита всеми возможностями исключительно египетских интересов ...
Ахмад Лутфи ас-Саййид был членом египетской делегации на Парижской мирной конференции, которая проводилась в Версале в 1919 году, где открыто заявил о необходимости независимости Египта от Великобритании.
Ахмад Лутфи ас-Саййид стал первым ректором Каирского университета (тогда Египетского), инаугурированным 11 мая 1925 года. Он был близким другом и коллегой Тахи Хуссейна, даже отказался от своего ректорства в университете в знак протеста против решения египетского правительства сместить Хуссейна с его университетской должности в 1932 году. Опять Лютфи отказался от поста директора университета в 1937 году, когда египетская полиция ворвалась в заведение.
Во время пребывания Лютфи в должности директора Каирского университета впервые высшее образование в египетском вузе группа получила женщин-египтянок.
Ахмад Лутфи ас-Саййид также в разное время занимал различные государственные должности — министра образования, министра внутренних дел, директора Академии арабского языка в Каире, и директора Дома книг.
Умер Лютфи в 1963 году.